# Ivan Moravec
Ivan Moravec (* 9. November 1930 in Prag; † 27. Juli 2015 ebenda) war ein klassischer Pianist.

## Leben
Ivan Moravec studierte Klavier am Prager Konservatorium bei Erna Grünfeld, einer Nichte von Alfred Grünfeld. 1948 gewann er hier den 1. Preis im Klavierwettbewerb. Er setzte seine Studien an der Akademie der musischen Künste in Prag (an der er später selber unterrichtete) bei Ilona Štěpánová-Kurzová und bei Arturo Benedetti Michelangeli in Italien fort.
Seinen ersten öffentlichen Auftritt hatte Moravec im Jahre 1959 mit dem tschechischen Rundfunkorchester; noch im selben Jahr folgte auch sein internationales Debüt, mit dem New Philharmonic Orchestra unter Hans Schmidt-Isserstedt in London. 1964 brachte ihn zum ersten Mal in die Vereinigten Staaten; hier spielte er, unter dem Dirigat von George Szell, mit dem Cleveland Orchestra.
Neben seinen Konzertreisen und der Lehrtätigkeit wirkte Moravec häufig als Juror bei internationalen Wettbewerben; seine Schallplatteneinspielungen haben zahlreiche Preise gewonnen.